# Hochschulring Deutscher Kajakfahrer Kiel
Der Hochschulring Deutscher Kajakfahrer Kiel e. V., kurz HDK Kiel e.V., ist ein Kanuverein mit etwa 80 Mitgliedern (Stand 2017), der sich überwiegend aus Studierenden, Alumni, Dozenten und Angehörigen der Kieler Hochschulen zusammensetzt. Der HDK ist ein eingetragener Verein (e. V.).

## Besonderheiten
Der HDK Kiel e. V. bzw. dessen Mitglieder befassen sich intensiv mit der Geschichte des Kanusports, des Kajaks und seiner arktischen Erfinder, den Inuits. Es wird eine umfangreiche Bibliothek zu diesen Themen unterhalten. Ebenso wird besonderes Augenmerk auf traditionelle Techniken des Kajak-Sports wie etwa das Eskimotieren mit traditionellen Grönland-Paddeln gelegt.
Moderne Kajaks, aber besonders auch traditionelle Boote wie beispielsweise in Skin-On-Frame-Bauweise gefertigte Grönland-Kajaks und Baidarkas und Paddel (vor allem Grönland-Paddel), werden von den Mitgliedern privat oder in Workshops selbst hergestellt.
Das sportliche Hauptaugenmerk liegt geographisch bedingt in der Sparte des Seekajak-Sports, das Hauptrevier des HDK ist die Kieler Förde.

## Geschichte

### Gründung und Anfangszeit
Seine Existenz verdankt der HDK einer Idee des Studenten Walter Frentz, welcher in den späten 1920er Jahren an der Technischen Hochschule München studierte. Dessen Vision war es, dass Studenten, welche – wie damals üblich – öfters ihren Studienort wechseln mussten, sich dennoch in einer Sportgemeinschaft an den Hochschule organisieren konnten, ohne dass hierfür immer ein Vereinswechsel nötig wurde. So kam es 18. Dezember 1928 zur Gründung des HDK. An den jeweiligen Hochschulen bildeten die Arbeitsgruppen sogenannte Ringe, welche unter dem Dach des HDK organisiert waren.
Die Idee machte Schule, und schon nach wenigen Jahren existierten an 25 deutschen Hochschulen Ringe des HDK, die Mitgliederzahl stieg auf mehrere hundert Studenten an. Auch im europäischen Ausland fand das Konzept Freunde, so beispielsweise 1936 beim University of London Canoe Club.
Es wurde im HDK damals stets großes Augenmerk auf die sichere Bootsbeherrschung auch unter schwierigen Bedingungen (Wildwasser, offene See etc.) gelegt; so waren z. B. die Mitglieder Franz von Alber (Befahrung der Salzachöfen im Eskimokajak), Klaus und Arndt von Rautenfeld (Küstenfahrten in Südamerika) wahre Meister in der Technik des damals noch nicht sehr verbreiteten Eskimotierens und leisteten auf diesem Gebiet Pionierarbeit. Vor allem die Mitglieder Walter Frentz und Herbert Rittlinger, welche etliche Flüsse und Wildwasser in ganz Europa befuhren, veröffentlichten immer wieder Dokumentationen und Fachpublikationen zum Thema Kanusport und waren auch in verschiedenen Spielfilmen mit Paddel-Szenen zu sehen.
Eine weitere frühe Errungenschaft des HDK war die Einführung des Kajak-Slalom in Deutschland (heute olympische Disziplin), es wurden auch Hochschulmeisterschaften veranstaltet.

### Die Zeit des Nationalsozialismus
Die Gleichschaltung Preußens, die nationalsozialistische Politik ab 1933, die Erfassung der Studenten durch NSDAP-Organisationen, Arbeitsdienst, Wehrsport und Wehrpflicht führten bei vielen Sportvereinen zu einem massiven Mitglieder-Schwund. Beim HDK war dieser so gravierend, dass nur der Kieler Ring den Zweiten Weltkrieg überdauerte.

### Unter britischer Besatzung und Neugründung
Unter der britischen Militärregierung wurden Fahrverbote für Wasserfahrzeuge verfügt, der alliierte Kontrollrat sprach ein Betätigungsverbot für viele Vereine aus (Kontrollratsgesetz Nr. 8) und löste diese zum 1. Januar 1946 auf. Nachdem jedoch mit dem Schifffahrtsbefehl Nr. 2 und der Bekanntmachung zur Bildung von Segelsportvereinen im November 1946 wieder Möglichkeiten zur Ausübung von Wassersport geschaffen wurden, bemühten sich elf Kieler Mitglieder des HDK um eine Neuzulassung. Dies gelang durch Kooperation mit dem Kieler Yacht-Club (KYC), so dass ab dem 2. Dezember 1946 der Vereinsbetrieb – zumindest eingeschränkt – wieder aufgenommen werden konnte. Es durfte zunächst nur die Kieler Förde bis zur Grenzlinie zwischen Laboe und Bülk befahren werden).

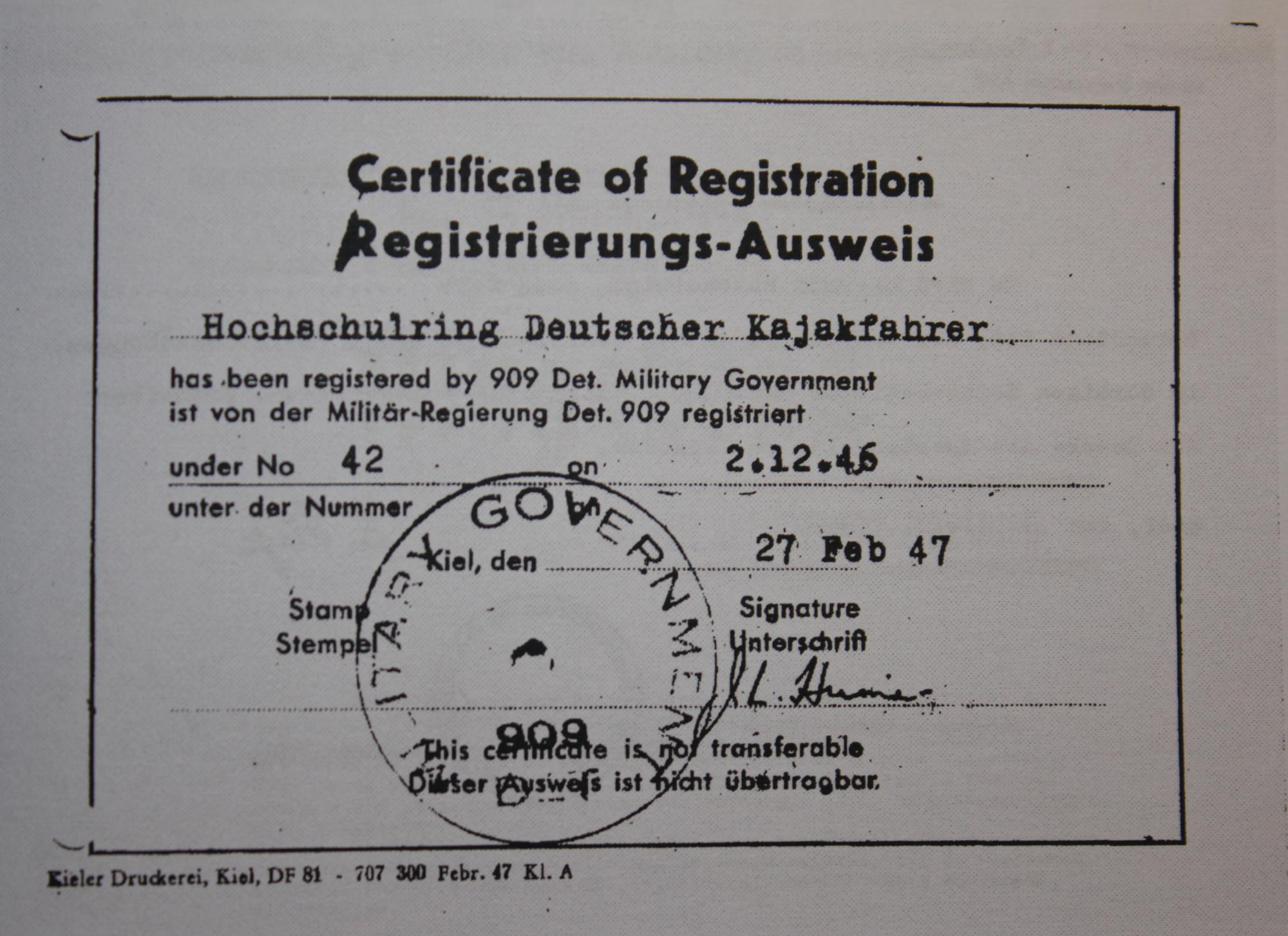
Der Registrierungs-Ausweis der Militär-Regierung von 1946. Nun durfte wieder gepaddelt werden! Aus dem Archiv des HDK

Der HDK Kiel befand sich 1947 unter den Gründungsmitgliedern des Landeskanuverbands (LKV) Schleswig-Holstein.
Ab Januar 1948 wurde die Vereinsfreiheit wieder eingeführt, was zu einer deutlichen Entspannung der Lage des HDK führte. Auch vor dem Krieg hatte der Verein kein eigenes Bootshaus besessen, so dass er ab 1954 in der Seeburg der Christian-Albrechts-Universität zu Kiel untergebracht wurde.

## Der HDK Heute
Heute besteht der HDK hauptsächlich aus Angehörigen und Dozenten der Kieler Hochschulen, Studenten und Alumni.
Untergebracht ist er nach wie vor in der historischen Kieler Seeburg an der Kiellinie in unmittelbarer Nähe zur Kieler Förde.
Sportlicher Schwerpunkt ist nicht der Leistungssport, sondern vielmehr das Küstenkanuwandern, Seekajakfahrten auf offener See sowie traditionelle, Grönländische Roll- und Paddeltechniken.
Auch der Bau seetüchtiger, traditioneller Boote und Paddel wird nach wie vor rege betrieben – so machte sich beispielsweise R. Cooijmans einen Namen mit dem Bau etlicher Skin-on-Frame Boote sowie traditioneller Grönland-Paddel, welche deutschlandweit Beachtung finden.
Unter der Flagge des HDK wurden unter anderem Gewässer in Skandinavien, dem Baltikum, der Türkei, in Österreich, Frankreich, Feuerland, Kanada, den USA, Hawaii, Grönland, Neuseeland und Spitzbergen befahren.